# Мајнор Хил (Тенеси)
Мајнор Хил (енгл. Minor Hill) град је у америчкој савезној држави Тенеси.

## Демографија
По попису из 2010. године број становника је 537, што је 100 (22,9%) становника више него 2000. године.
| Група             | 2000.       | 2010.       |
| Белци             | 431 (98,6%) | 520 (96,8%) |
| Афроамериканци    | 2 (0,5%)    | 9 (1,7%)    |
| Азијати           | 0 (0,0%)    | 1 (0,2%)    |
| Хиспаноамериканци | 3 (0,7%)    | 6 (1,1%)    |
| Укупно            | 437         | 537         |